# Centuria

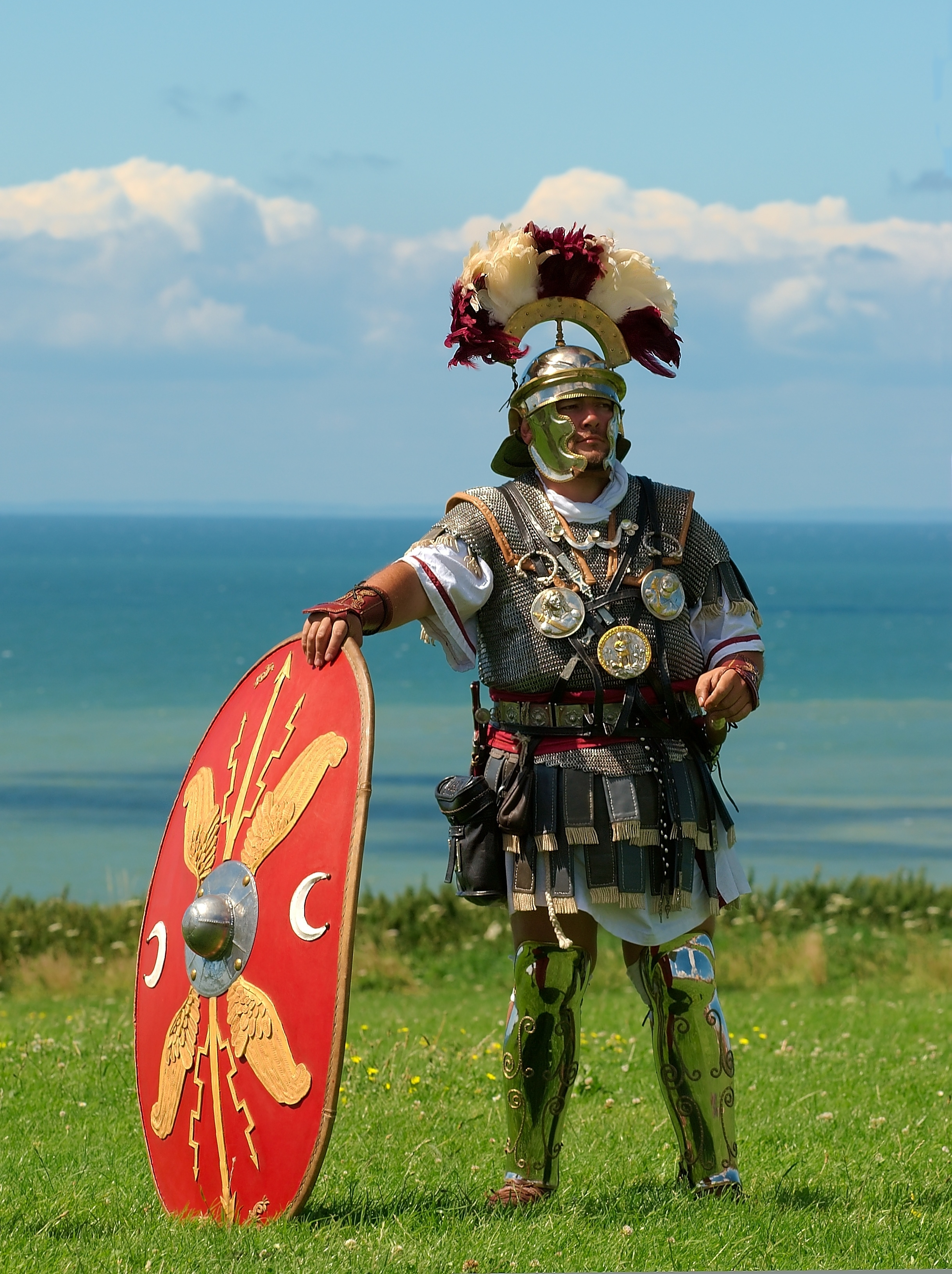
Một diễn viên cosplay trong trang phục Centurion

Centuria (tiếng La-tinh, số nhiều centuriae) là một phân cấp phiên chế trong quân đội La Mã. Một centuria tương đương với một đại đội thời hiện đại về quân số, và tương đương cấp trung đội thời hiện đại về thứ tự phiên chế.

## Phiên chế
Centuria là phân cấp chiến thuật cơ bản trong quân đội La-mã. Phân cấp này xuất hiện trong cuộc cải cách quân sự của Servius với quân số từ 80 tới 100 binh sĩ. Sau cải cách quân sự của Gaius Marius năm 107 TCN, có quân số tiêu chuẩn là 100 binh sĩ, sau đó rút xuống còn 60, rồi lên 80 qua các thời kỳ lịch sử sau đó.
- Một centuria gồm 10 contubernium hợp thành, tức là 80 binh sĩ theo tiêu chuẩn, chưa bao gồm tổ chỉ huy.
- Một Centurion (hay đại đội trưởng), là sĩ quan chỉ huy trưởng của centuria, tương đương đại úy trong quân đội thời hiện đại.
- Centurion có một sĩ quan gọi là Optio làm phụ tá, hay phó đại đội trưởng. Optio là chỉ huy thứ hai, có nhiệm vụ duy trì đội hình chiến đấu ở phía sau nên còn gọi là chỉ huy phía sau, anh ta sẽ thay thế Centurion chỉ huy centuria khi cần thiết.
- Mỗi centuria có một hạ sĩ quan mang biểu trưng gọi là Signifer, kiêm nhiệm vụ nhân viên tài chính của centuria. Signifer mang quyền chỉ huy thứ ba.
- Trong số các Decanus của centuria, có một người sẽ được giao quyền chỉ huy tuần tra canh gác và các vấn đề an ninh khác của centuria trong khi vẫn chỉ huy contubernium của mình. Vị trí của anh ta được gọi là Tesserarius, mang quyền chỉ huy thứ tư, cũng là phụ tá của Optio.
- Một Cornicen hay lính mang kèn hiệu được phân vào mỗi centuria để phục vụ cho công tác truyền đạt mệnh lệnh chiến đấu trên chiến trường bằng một cây kèn đồng gọi là cornu. Anh ta còn là phụ tá của Centurion như Optio nhưng không có quyền chỉ huy.
- Có một số nguồn cho rằng trong mỗi centuria còn có một hạ sĩ quan gọi là custos armorum phụ trách vấn đề quân khí: điều tra, thống kê, đôn đốc việc bảo đảm vũ khí trang bị của cả centuria, thậm chí còn có thể sửa chữa chúng. Có thể người này là một decanus như tesserarius hoặc chỉ là một immune không chính thức thuộc phiên chế.

Tổng quân số một centuria là 84 sĩ quan binh sĩ, và 6 centuria hợp thành một Cohort, do một trong 6 centurion chỉ huy. Centuria trong cohort thứ nhất của mỗi Legion gồm 20 Contubernium hợp thành, hay 160 (164) binh sĩ. Một Legion có 59 tới 60 centuria bộ binh chủ lực trong phiên chế. Binh chủng Trợ chiến Auxilia cũng áp dụng phiên chế centuria và cohort theo Bộ binh Chủ lực Legion, nhưng có một số điểm khác biệt, chẳng hạn như thành phần kị binh (equites corhotales) chính thức trong phiên chế  mỗi cohort kỵ bộ binh hỗn hợp (cohors equitata) lên tới 120-240 người mà Bộ binh Chủ lực không bao giờ có).